# Personenfeststellungsverfahren
Das Personenfeststellungsverfahren (PFV) ist in Deutschland eine Erkennungsdienstliche Behandlung der Polizei zur Feststellung der wahren Identität einer bestimmten Person.
Dies ist erforderlich bei
- bewusstlosen, schwer verletzten oder geistig behinderten Personen ohne Ausweis und Begleitpersonen, die die Identität glaubhaft bestätigen können
- unbekannten Toten
- Personen, die über keinen Personalausweis verfügen
- Personalienverweigerern
- Personen, die im Verdacht stehen, falsche Personalien angegeben oder falsche Ausweise vorgelegt zu haben

Hierbei wird u. a. auf erkennungsdienstliches Material und auf die Daten zurückgegriffen, die bei Standesämtern und anderen Behörden gespeichert sind. Weitere Möglichkeiten sind Befragungen, Durchsuchungen, Gegenüberstellungen, Gutachten und selten das Einschalten der Massenmedien.
Die Rechtsgrundlagen richten sich entweder nach Polizeirecht, dem Bußgeldverfahrensrecht oder dem Strafverfahrensrecht, sowie dem Aufenthaltsgesetz.
Für die Polizeien sind zudem die vom Bundeskriminalamt herausgegebenen ED-Richtlinien (Abschnitt 10) maßgeblich.
Die ermittelten rechtmäßigen Personalien werden als sogenannte Führungspersonalien in das System INPOL eingestellt.